# Pseudalosterna crinitosulcata
Pseudalosterna crinitosulcata là một loài bọ cánh cứng trong họ Cerambycidae.